# 오사카 시립 과학관

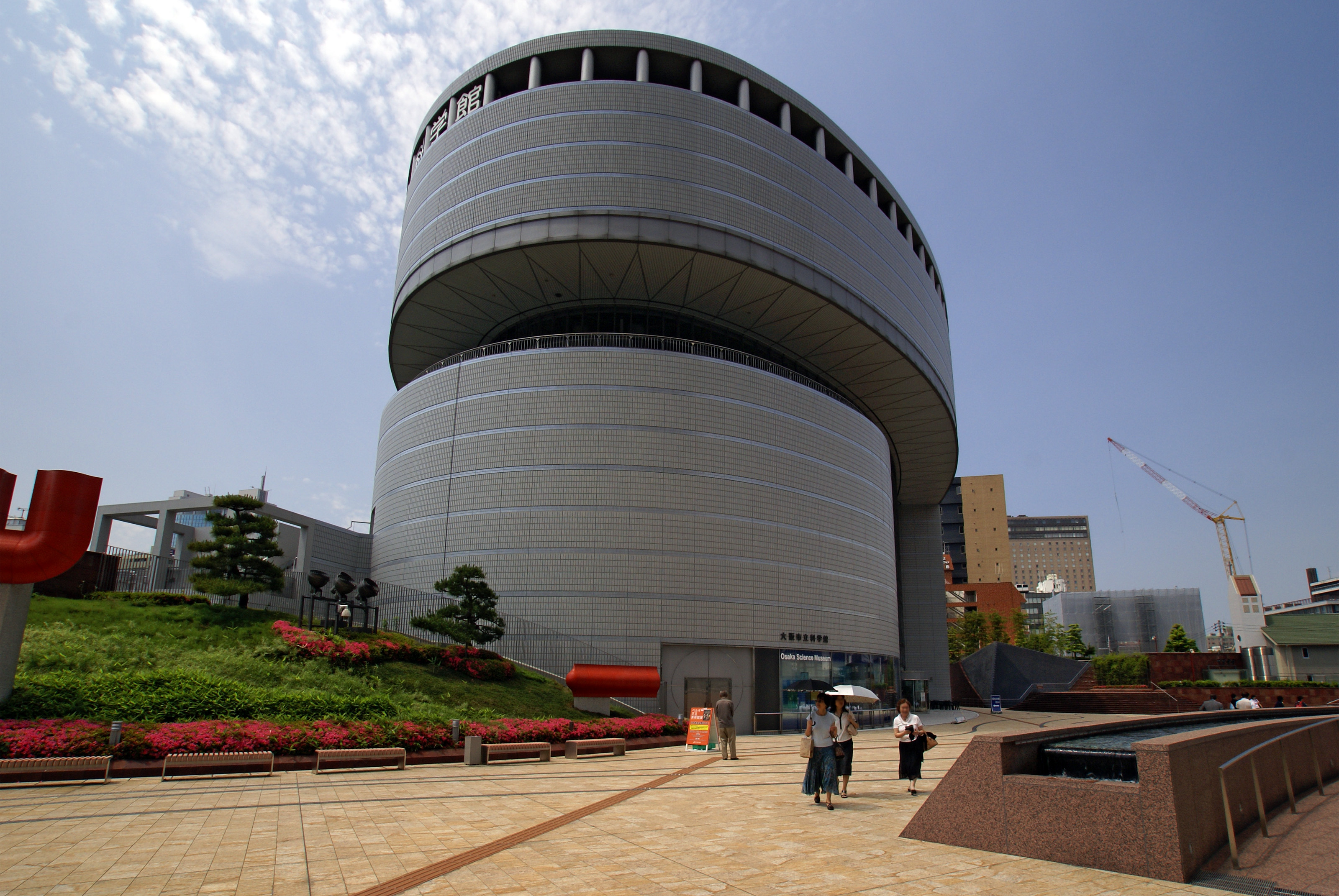
오사카 시립 과학관

오사카 시립 과학관(일본어: 大阪市立科学館 오사카시리쓰카가쿠칸[*])은 오사카부 오사카시 기타구 나카노시마에 위치한 과학관이다.